# Seleção de Futebol da Alta Hungria
A Seleção de Futebol da Alta Hungria é a equipe que representa a minoria húngara na Alta Hungria (Felvidék), hoje parte da Eslováquia.  A seleção não é  afiliada à FIFA ou a UEFA, e, por isso, não pode disputar a Copa do Mundo ou a Eurocopa. A equipe, entretanto é filiada à CONIFA.
A Seleção da Alta Hungria participou de duas edições da Copa Europeia ConIFA e alcançou sua melhor colocação em 2015, quando terminou em 4º lugar.

## Competições

### Copa do Mundo ConIFA
| Ano   | Posição        | PJ | V | E | D | GM | GS | SG |
| ----- | -------------- | -- | - | - | - | -- | -- | -- |
| 2014  | Não participou |    |   |   |   |    |    |    |
| 2016  | Não participou |    |   |   |   |    |    |    |
| 2018  | Se retirou     |    |   |   |   |    |    |    |
| Total | 0/3            |    |   |   |   |    |    |    |

### Copa Europeia ConIFA
| Ano   | Posição        | PJ | V | E | D | GM | GS | SG |
| ----- | -------------- | -- | - | - | - | -- | -- | -- |
| 2015  | 4º             | 4  | 1 | 1 | 2 | 5  | 11 | -6 |
| 2017  | 7º             | 4  | 2 | 0 | 2 | 3  | 3  | 0  |
| 2019  | Não participou |    |   |   |   |    |    |    |
| Total | 2/3            | 8  | 3 | 1 | 4 | 8  | 14 | -6 |